# The Queensway

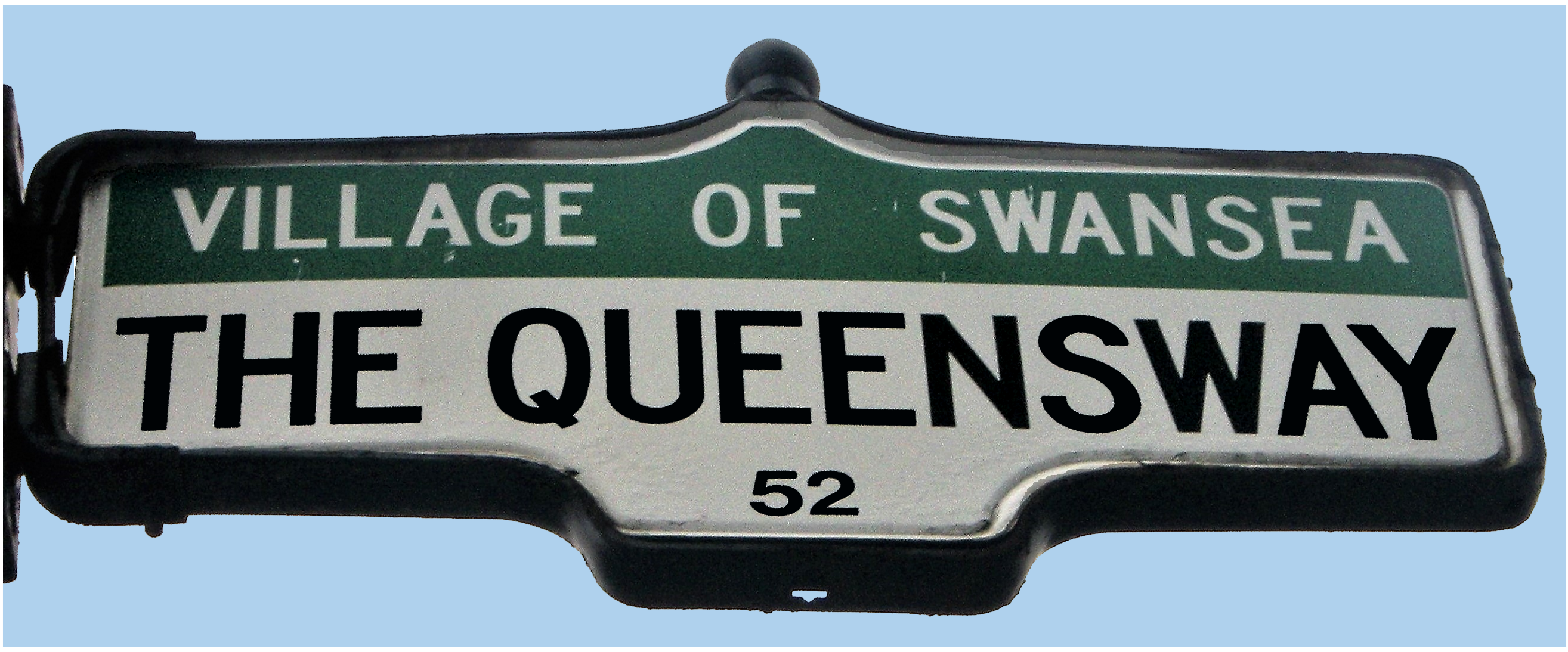
The Queensway

The Queensway, ou Queensway Avenue, est une avenue qui traverse les villes de Toronto et de Mississauga, dans la province de l'Ontario, au Canada. Elle est le prolongement à l'Ouest de Queen Street West. The Queensway est séparée en deux voies distinctes, la partie centrale de la voie étant réservée à la circulation des tramways de la ligne 501 Queen. 